# العلاقات الصينية المالطية
العلاقات الصينية المالطية هي العلاقات الثنائية التي تجمع بين الصين ومالطا.

## مقارنة بين البلدين
هذه مقارنة عامة ومرجعية للدولتين:
| وجه المقارنة                                              | الصين                    | مالطا                                                     |
| --------------------------------------------------------- | ------------------------ | --------------------------------------------------------- |
| المساحة (كم2)                                             | 9.60 مليون               | 316                                                       |
| عدد السكان (نسمة)                                         | 1.33 مليار               | 465.29 ألف                                                |
| الكثافة السكانية (ن./كم²)                                 | 138.54                   | 147.24 ألف                                                |
| العاصمة                                                   | بكين                     | فاليتا                                                    |
| اللغة الرسمية                                             | اللغة الصينية القياسية   | اللغة المالطية، لغة إنجليزية                              |
| العملة                                                    | رنمينبي                  | يورو، ليرة مالطية                                         |
| الناتج المحلي الإجمالي (بليون دولار)                      | 12.24 تريليون            | 12.54 مليار                                               |
| الناتج المحلي الإجمالي (تعادل القوة الشرائية) بليون دولار | 19.82 تريليون            | 14.68 مليار                                               |
| الناتج المحلي الإجمالي الاسمي للفرد دولار أمريكي          | 8.03 ألف                 | 22.60 ألف                                                 |
| الناتج المحلي الإجمالي للفرد دولار أمريكي                 | 13.21 ألف                |                                                           |
| مؤشر التنمية البشرية                                      | 0.728                    | 0.839                                                     |
| رمز المكالمات الدولي                                      | +86                      | +356                                                      |
| رمز الإنترنت                                              | .cn، .中国 ‏، .中國 ‏      | .mt                                                       |
| المنطقة الزمنية                                           | توقيت الصين، ت ع م+08:00 | توقيت وسط أوروبا، ت ع م+01:00، ت ع م+02:00، أوروبا/مالطا ‏ |

## مدن متوأمة
في ما يلي قائمة باتفاقيات التوأمة بين مدن صينية ومالطية:
- ترتبط سوجو مع سنتا لوقية [الإنجليزية]‏ باتفاقية توأمة منذ 14 يونيو 2005.

## منظمات دولية مشتركة
يشترك البلدان في عضوية مجموعة من المنظمات الدولية، منها:
| علم المنظمة | اسم المنظمة                               | تاريخ انضمام الصين | تاريخ انضمام مالطا |
| ----------- | ----------------------------------------- | ------------------ | ------------------ |
|             | يونسكو                                    | 4 نوفمبر 1946      | 10 فبراير 1965     |
|             | وكالة ضمان الاستثمار متعدد الأطراف        | 30 أبريل 1988      | 12 سبتمبر 1990     |
|             | الأمم المتحدة                             | 25 أكتوبر 1971     | 1 ديسمبر 1964      |
|             | الفريق المعني برصد الأرض                  | ?                  | ?                  |
|             | الاتحاد البريدي العالمي                   | ?                  | ?                  |
|             | البنك الدولي للإنشاء والتعمير             | 27 ديسمبر 1945     | 26 سبتمبر 1983     |
|             | المنظمة الهيدروغرافية الدولية             | ?                  | ?                  |
|             | الاتحاد الدولي للاتصالات                  | 1 سبتمبر 1920      | 1965               |
|             | منظمة حظر الأسلحة الكيميائية              | ?                  | ?                  |
|             | مؤسسة التمويل الدولية                     | 15 يناير 1969      | 1 يونيو 2005       |
|             | المركز الدولي لتسوية المنازعات الاستشارية | 6 فبراير 1993      | 3 ديسمبر 2003      |
|             | منظمة التجارة العالمية                    | 11 ديسمبر 2001     | ?                  |
|             | مجموعة الموردين النوويين                  | ?                  | ?                  |
|             | منظمة الشرطة الجنائية الدولية             | ?                  | ?                  |

## وصلات خارجية
- موقع وزارة الخارجية الصينية
- موقع وزارة الخارجية المالطية